# Rainer von Spalato
Rainer von Spalato (* im 12. Jahrhundert in Italien; † 4. August 1180 bei Split, Kroatien) ist ein römisch-katholischer Heiliger und Märtyrer.
Rainer von Spalato ist der Patron der Stadt Split. Er war dort lange Jahre Erzbischof. Zuvor war er Kamaldulensermönch, der 1154 Bischof von Cagli in den Marken (Provinz Pesaro und Urbino) wurde. Gestorben ist er vermutlich durch Steinigung durch Slowenen auf einem Berg in der Nähe von Split, da er die Besitzrechte der Katholischen Kirche verteidigte. Sein Namenstag wird am 4. August gefeiert.